# Хорунже
Хорунже — колишнє село в Богодухівському районі Харківської області, підпорядковувалося Сухининській сільській раді.

## З історії
Село постраждало внаслідок геноциду українського народу, проведеного урядом СССР в 1932—1933 роках, кількість встановлених жертв в Замниусах, Киянах, Скорогорівці, Сухинах, Хорунжому — 382 людей.
1991 року в селі проживало 40 людей.
1997 року приєднане до Скорогорівки.

## Географічне положення
Хорунже знаходилося на березі річки Сухий Мерчик. Вище за течією близько розташовані села Замниуси, Сахни та Скосогорівка, за 1,5 км нижче по течії знаходиться Олександрівка.